# Cantón de Dozulé
El cantón de Dozulé era una división administrativa francesa, que estaba situada en el departamento de Calvados y la región de Baja Normandía.

## Composición
El cantón estaba formado por veinticinco comunas:
- Angerville
- Annebault
- Auberville
- Basseneville
- Bourgeauville
- Branville
- Brocourt
- Cresseveuille
- Cricqueville-en-Auge
- Danestal
- Dives-sur-Mer
- Douville-en-Auge
- Dozulé
- Gonneville-sur-Mer
- Goustranville
- Grangues
- Heuland
- Houlgate
- Périers-en-Auge
- Putot-en-Auge
- Saint-Jouin
- Saint-Léger-Dubosq
- Saint-Pierre-Azif
- Saint-Samson
- Saint-Vaast-en-Auge

## Supresión del cantón de Dozulé
En aplicación del Decreto nº 2014-160 de 17 de febrero de 2014, el cantón de Dozulé fue suprimido el 22 de marzo de 2015 y sus 25 comunas pasaron a formar parte; veintitrés del nuevo cantón de Cabourg, una del nuevo cantón de Pont-l'Évêque y una del nuevo cantón de Troarn.